# Марк D.I
Марк D.I је једноседи немачки ловачки авион који је производила фирма Марк. Први лет авиона је извршен 1918. године. 

Највећа брзина у хоризонталном лету је износила 215 km/h. Размах крила је био 8,s метара а дужина 6,88 метара. Био је наоружан са два 7,92-мм митраљеза ЛМГ 08/15 Шпандау.

## Наоружање
| Наоружање авиона: Марк         |      |
| Ватрено (стрељачко) наоружање  |      |
| Топ                            |      |
| Митраљез                       |      |
| Број и ознака митраљеза        | 2    |
| Калибар                        | 7,92 |
| Бомбардерско наоружање (бомбе) |      |
| Ракетно наоружање (ракете)     |      |